# بیمارستان واسعی
بیمارستان حاج محمد واسعی واقع در استان خراسان رضوی، شهرستان سبزوار بلوار شهدای هسته ای ( توحید شهر ) بیمارستانی است آموزشی و درمانی با ظرفیت ۱۲۸ تخت ثابت که در سال ۱۳۸۱ خورشیدی توسط یک تاجر خیر به نام حاج محمد واسعی جهت استفاده و خدمت رسانی به مردم سبزوار تاسیس و وقف گردید.
در سال ۱۳۸۷ بیمارستان واسعی به مرکز آموزشی، پژوهشی، درمانی واسعی با مساحت ۱۰۸۰۰ متر مربع و زیر بنای ۱۴۰۰۰ متر مربع ارتقاء یافت و هم‌اکنون شامل درمانگاه تخصصی و واحدهای کلینیکی اعصاب و روان، داخلی عفونی، جراحی، قلب، نوزادان، اطفال، همودیالیز، CCU و ICU، اورژانس داخلی، قلب، نورولوژی، تالاسمی، رادیولوژی و شیمی درمانی و اتاق عمل مجهز به لاپاراسکوپ و واحدهای پاراکلینیکی رادیولوژی، آزمایشگاه مرکزی، CT اسکن اسپیرال، اکوکاردیوگرافی، آنژیوگرافی، ماموگرافی، الکتروآنسفالوگرافی، سنگ‌شکن، داروخانه و MRI می‌باشد.

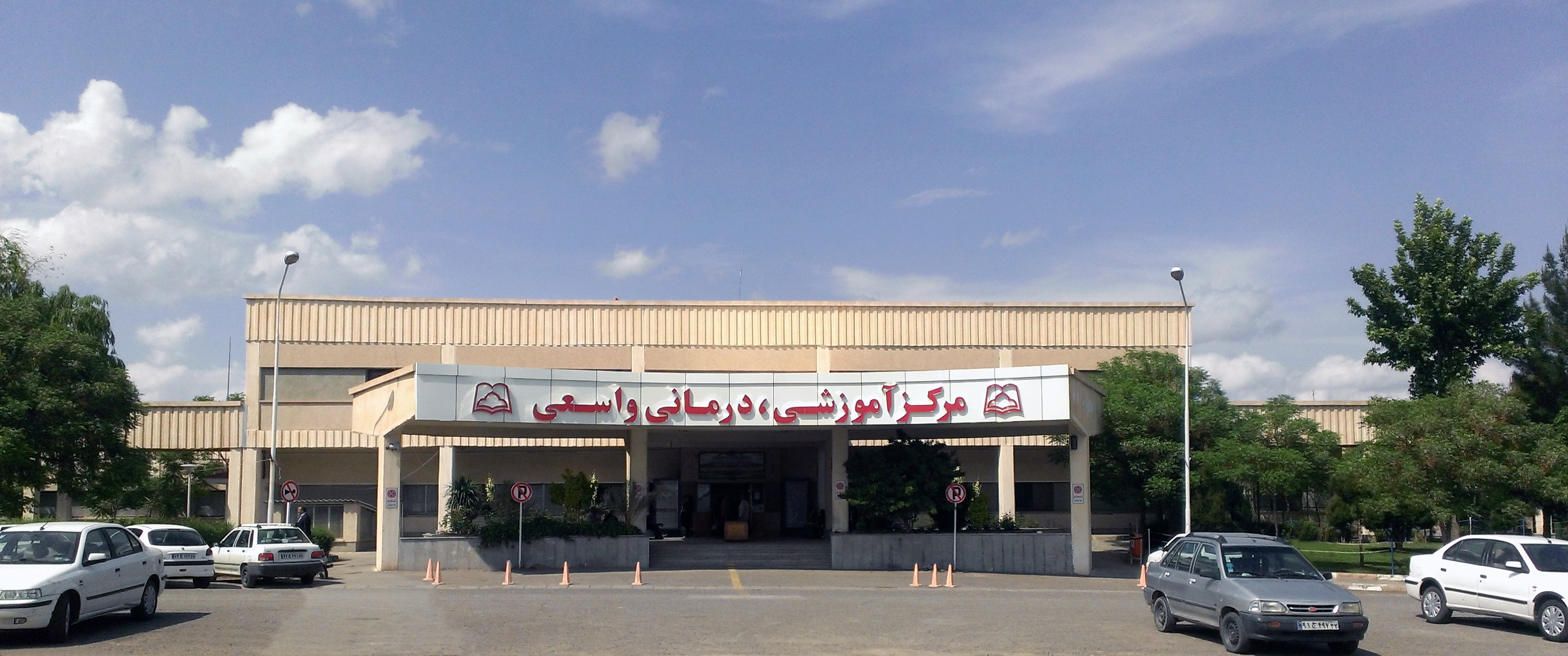
سردر داخلی بیمارستان